# Kim Min-young
Kim Min-young (hangul: 김민영), född 2 april 1990 i Seoul, mer känd under artistnamnet Ellin, är en sydkoreansk sångare. Hon är mest känd som en av medlemmarna i tjejgruppen Crayon Pop.

## Karriär
Ellin debuterade med tjejgruppen Crayon Pop i juni 2012 och sommaren 2013 hade de sitt stora genombrott med hitsingeln "Bar Bar Bar". Tillsammans med Crayon Pop har Ellin varit med och släppt flera album och singlar, vunnit musikpriser och framträtt utomlands, men under tiden som gruppmedlem har hon även utfört ett par soloprojekt.
I augusti 2013 medverkade Ellin i musikvideon tillhörande sångaren Bumkeys singel "Attraction". I januari 2014 medverkade hon i musikvideon till Chrome Entertainments andra grupp K-Muchs debutsingel "Good to Go". I februari 2015 medverkade Ellin i musikvideon tillhörande sångaren Ambers singel "Shake That Brass". I december 2015 medverkade hon också i musikvideon tillhörande gruppen Phantoms singel "Could You Be Mine?".
Ellin har medverkat i TV-program som 4 Things Show på Mnet och Let's Go! Dream Team på KBS.

## Diskografi

### Musikvideor
| År   | Artist  | Låttitel             |
| ---- | ------- | -------------------- |
| 2013 | Bumkey  | "Attraction"         |
| 2014 | K-Much  | "Good to Go"         |
| 2015 | Amber   | "Shake That Brass"   |
| 2015 | Phantom | "Could You Be Mine?" |